# جورج بیکر (خواننده هلندی)
جورج بیکر (به انگلیسی: George Baker) (متولد: ۸ دسامبر ۱۹۴۴ هورن) یک خواننده و ترانه‌سرای هلندی است.